# Assemblea nazionale (Madagascar)
L'Assemblea Nazionale del Madagascar (in malgascio Antenimierampirenena, in francese Assemblée Nationale de Madagascar) è la camera bassa del Parlamento del Madagascar. Essa è affiancata dal Senato, che svolge il ruolo di camera alta.

## Composizione e poteri
L’Assemblea nazionale è composta da 163 deputati, aventi mandato quinquennale. Essi rappresentano il popolo e compongono il potere legislativo del paese, esercitato appunto dall’Assemblea (che è, tra le due, la camera dominante), la quale ha, oltre al compito di legiferare, quello di nominare il Primo ministro e di redigere il bilancio statale.